# 奧塞基斯鎮區 (明尼蘇達州道格拉斯縣)
奧塞基斯鎮區（英語：Osakis Township）是位於美國明尼蘇達州道格拉斯縣的一個行政鎮區。

## 地方資料
奧塞基斯鎮區的面積為88.49平方千米，當中陸地面積為81.33平方千米，而水域面積為7.16平方千米。根據2020年美國人口普查的數據，當地共有人口681人，而人口密度為每平方千米7.7人。